# Gouvernement Rumor III
 (septembre 2023).
Si vous disposez d'ouvrages ou d'articles de référence ou si vous connaissez des sites web de qualité traitant du thème abordé ici, merci de compléter l'article en donnant les références utiles à sa vérifiabilité et en les liant à la section « Notes et références ».

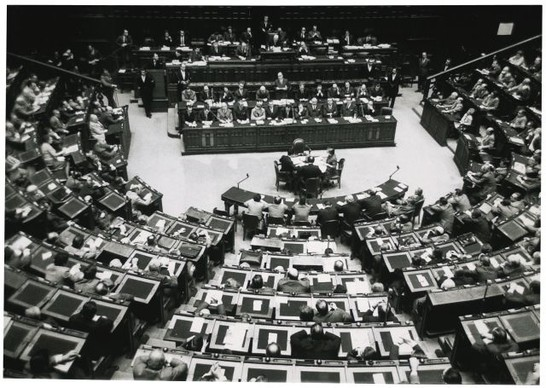
Présentation à la Chambre du troisième gouvernement Rumor.

Le troisième gouvernement de Mariano Rumor, le vingt-troisième de la République italienne, est entré en fonctions le 27 mars 1970, succédant au deuxième gouvernement de Mariano Rumor. Il est resté en fonctions jusqu'au 6 août 1970, soit quatre mois et dix jours. Il a été remplacé par gouvernement d'Emilio Colombo.

## Composition
- Président du Conseil des ministres, Mariano Rumor
- Vice-Président du Conseil des ministres, Francesco De Martino

### Ministres sans portefeuille
- Coordination politique

Giacinto Bosco (jusqu'au 09.06.1970)
Carlo Russo
- Interventions extraordinaires pour le Mezzogiorno, Paolo Emilio Taviani
- Problèmes relatifs aux réalisations régionales, Eugenio Gatto
- Rapports entre le Gouvernement et le Parlement, Mario Ferrari Aggradi
- Recherche scientifique, Camillo Ripamonti
- Réforme de l'administration publique, Remo Gaspari

### Ministres
- Ministre des Affaires étrangères, Aldo Moro
- Ministre de l'Intérieur, Franco Restivo
- Ministre des Grâces et de la Justice, Oronzo Reale
- Ministre du Budget et de la Programmation économique, Antonio Giolitti
- Ministre des Finances, Luigi Preti
- Ministre du Trésor, Emilio Colombo
- Ministre de la Défense, Mario Tanassi
- Ministre de l'Instruction publique, Ricardo Misasi
- Ministre des Travaux publics, Salvatore Lauricella
- Ministre de l'Agriculture et de la Forêt, Lorenzo Natali
- Ministre des Transports et de l'Aviation civile, Italo Viglianesi
- Ministre des Postes et Télécommunications

Franco Maria Malfatti (jusqu'au 09.06.1970)
Giacinto Bosco
- Ministre de l'Industrie, du Commerce et de l'Artisanat, Silvio Gava
- Ministre de la Santé, Luigi Mariotti
- Ministre du Commerce extérieur, Mario Zagari
- Ministre de la Marine marchande, Salvatore Mannironi
- Ministre des Participations d'État, Flaminio Piccoli
- Ministre du Travail et de la Prévoyance sociale, Carlo Donat-Cattin
- Ministre du Tourisme et du Spectacle, Giuseppe Lupis